# Chevêchette d'Amazonie
Glaucidium hardyi
Espèce
Statut de conservation UICN

 LC  : Préoccupation mineure
Statut CITES
La Chevêchette d'Amazonie (Glaucidium hardyi) est une espèce d'oiseaux de la famille des Strigidae.

## Répartition
Cet oiseau vit en Amérique du Sud.